# جو برايس
جو برايس (بالإنجليزية: Joe Price)‏ هو لاعب كرة قاعدة أمريكي، ولد في 10 أبريل 1897 في Milligan College, Tennessee ‏ في الولايات المتحدة، وتوفي في 15 يناير 1961.

## وصلات خارجية
- جو برايس على موقعبيزبول رفرنس.كوم (الدوري الرئيسي) (الإنجليزية)
- جو برايس على موقعبيزبول رفرنس.كوم (الدوري الثانوي) (الإنجليزية)